# Urbura
Urbura představovala ve středověkém horním právu podíl panovníka na zisku při dolování kovů. Podíl se nevyplácel v penězích, nýbrž ve formě naturálií, tedy části vytěženého kovu, jenž byl poté většinou použit na výrobu mincí. O výběr urbury se starali královští úředníci, zvaní urburéři. Samotnou správu státního aparátu zaměřeného na výběr poplatků a další záležitosti pak obstarávali urburní písaři.